# Colin Monk
Colin Monk (Lewisham, 29 september 1967) is een Engelse darter. Hij was van 1993 tot en met 2004 actief binnen de British Darts Organisation en stapte toen over naar de Professional Darts Corporation (PDC). Met darten verdient hij niet genoeg en daarom werkt hij in het dagelijks leven als aannemer.
De grootste overwinning van Monk is de Winmau World Masters in 1996, waar hij Richie Burnett versloeg in de finale. Zijn beste resultaat op Lakeside haalde hij in 1998 en 2002, toen hij de halve finale haalde. Sinds hij in 2004 de toernooien van de PDC ging spelen, heeft hij dit resultaat nooit meer geëvenaard. Op het Ladbrokes World Darts Championship is hij in zowel 2006, 2007 als 2008 gestrand in de eerste ronde.
Monk is supporter van de voetbalclub Tottenham Hotspur. Hij is getrouwd en vader van vier kinderen. Zijn zoon Arron speelt ook darts.

## Resultaten op Wereldkampioenschappen

### BDO
- 1994: Laatste 16 (verloren van Steve McCollum met 1-3)
- 1995: Kwartfinale (verloren van Raymond van Barneveld met 2-4)
- 1996: Kwartfinale (verloren van Andy Fordham met 1-4)
- 1997: Laatste 16 (verloren van  Paul Williams met 1-3)
- 1998: Halve finale (verloren van Raymond van Barneveld met 3-5)
- 1999: Kwartfinale (verloren van Andy Fordham met 3-5)
- 2000: Kwartfinale (verloren van Ronnie Baxter met 4-5)
- 2001: Laatste 32 (verloren van Marko Pusa met 2-3)
- 2002: Halve finale (verloren van  Mervyn King met 1-5)
- 2003: Kwartfinale (verloren van  Mervyn King met 0-5)
- 2004: Laatste 32 (verloren van Ted Hankey met 2-3)

### PDC
- 2006: Laatste 64 (verloren van Andy Smith met 0-3)
- 2007: Laatste 64 (verloren van Per Laursen met 0-3)
- 2008: Laatste 64 (verloren van Denis Ovens met 0-3)
- 2010: Laatste 64 (verloren van Phil Taylor met 0-3)

## Resultaten op de World Matchplay
- 1997: Voorronde (verloren van Richie Burnett met 1-6)
- 2004: Laatste 32 (verloren van John Part met 0-10)